# Муказонга, Сколастик
Схоластик Мукасонга (Сколастик Муказонга, руанда и фр. Scholastique Mukasonga; 1956, провинция Гиконгоро, Руанда-Урунди) — руандийская писательница.

## Биография
Принадлежит к народу тутси. В 1960 вместе с семьёй была сослана в непригодный для жизни район Ньямата. В 1973 после исключения из школы переехала в Бурунди. С 1992 живёт во Франции. В 1994 узнала, что в ходе геноцида были убиты 27 членов её семьи, начиная с матери (её памяти посвящён позднее роман «Босоногая»).
Дебютировала автобиографическим романом в 2006, пишет на французском языке.

## Произведения
- 2006 : Inyenzi ou les Cafards, Gallimard/Continents Noirs
- 2008 : Босоногая/ La Femme aux pieds nus, Gallimard/Continents Noirs (премия супругов Селигманн за противостояние расизму)
- 2010 : L’Iguifou, Gallimard/Continents Noirs (премия Renaissance de la Nouvelles, премия Академии наук заморских департаментов Франции)
- 2012 : Богоматерь Нильская/ Notre-Dame du Nil, Gallimard/Continents Noirs (премия Ренодо, премия Ахмаду Курумы[фр.], le Prix Océans France Ô, )[3]
  - Схоластик Мукасонга. Богоматерь Нильская. — М: Эксмо, Inspiria, 2023.